# Asen Arcos Indijanci
Asen Arcos Indijanci, jedno od mnogih malenih neidentificiranih i neklasificiranih plemena koja su u drugoj polovici 17. stoljeća obitavali u kraju između rijeke Pecos i San Angela u Teksasu. Asen Arcos su se 1683-1684. priključili uz još drugih 19 plemena Juan Domínguez de Mendozi na njegovom putovanju kroz Teksas koje je započeo u El Pasu. O njihovom razlogu priključenja ekspediciji nije baš poznato, no mogli bi biti ratoborni Apači koji su vršili pritisak na tamošnja manja plemena. 
Ime Asen Arcos skračeni je oblik fraze "Los que asen Arcos," u značenju "onih što proizvode lukove", i moglo bi označavati njihovu užu specijaliziranost koju su imali među susjednim plemenima.